# Tillandsia occulta
Tillandsia occulta är en gräsväxtart som beskrevs av Hans Edmund Luther. Tillandsia occulta ingår i släktet Tillandsia och familjen Bromeliaceae. Inga underarter finns listade i Catalogue of Life.